# ルイシト・エスピノサ
ルイシト・エスピノサ（Luisito Espinosa、1967年6月26日 - ）は、フィリピンの元プロボクサー。マニラトンド出身。元WBA世界バンタム級王者。元WBC世界フェザー級王者。世界2階級制覇王者であり、フィリピン人として初めての世界2階級制覇を達成した。
リング・ジャパンのジョー小泉にマネジメントされアベボクシングジム所属のルイシト小泉というリングネームで日本のリングでも積極的に試合を行っていた。

## 来歴
1984年5月25日、プロデビュー戦で4回判定勝ち。
1988年3月14日、WBCインターナショナルバンタム級王座獲得。
1988年7月23日、米国・カリフォルニア州バンタム級王座獲得。
1989年10月18日、世界初挑戦。WBA世界バンタム級王者カオコー・ギャラクシー（タイ/当時のWBA世界ジュニアバンタム級〈現・スーパーフライ級〉王者カオサイ・ギャラクシーの双子の兄）に挑む。初回、王者が突然失神。そのままKO勝ちとなり、王座獲得に成功。その後、2度の防衛に成功。
1991年10月19日、3度目の防衛戦。イスラエル・コントレラス（ベネズエラ）と対戦し、5回KO負け。王座から陥落した。その後、減量苦から1階級を飛び越しフェザー級に転向。
1993年2月20日、旧スペイン語圏フェザー級王座獲得。
1995年、マッチメーカーのジョー小泉とマネジメント契約を結び、リングネームを「ルイシト小泉」に改名。アベジム所属選手として日本のリングを拠点に戦うようになった。5月の第1戦ではタイ王国フェザー級王者でシンヌン・チュワタナ（形式的に金子ジム所属）、7月末の第2戦では愛知県体育館で岩佐智昭（東海ジム）、10月の第3戦では自身がWBA世界王者時代に統一戦が期待された当時の同階級のWBC世界王者ラウル・ペレス（メキシコ）と3連続KO勝利。
1995年12月11日、世界再挑戦。後楽園ホールでWBC世界フェザー級王者マヌエル・メディナ（メキシコ）に挑み、12回判定勝ち。異国の地で2階級制覇を果たした。4度防衛成功後の1997年、「日本滞在期間が6か月を満たしていない」という事情でJBC（日本ボクシングコミッション）選手登録から除外された（日本のジムに所属しているとはいっても、普段の生活と練習は母国で行っており、試合のたびにその都度来日していた）。これを機に、小泉とのマネジメント契約も解消。リングネームを本名の「ルイシト・エスピノサ」に戻した。その後、防衛回数を7まで伸ばした。
1999年5月15日、8度目の防衛戦。1996年7月の2度目の防衛戦でも対戦したセサール・ソト（メキシコ）と再戦し、12回判定負け。4年5か月間保持した世界王座から陥落した。
2000年4月14日、世界王座返り咲きを懸け、グティ・エスパダス・ジュニア（メキシコ）と空位となったWBC世界フェザー級王座を争うも11回負傷判定負け。王座返り咲きならず。
以降は勝ったり負けたりを繰り返し、2005年2月18日のノンタイトル戦で敗れたのを最後に引退。
引退後は3度の離婚を経験、カリフォルニア州デイリーシティのカジノでカーペットの掃除夫を生業としながら、総合格闘家のニック・ディアス、ネイト・ディアス兄弟のボクシングトレーナーを務め、2006年から2007年にはサンフランシスコ大学のボクシングチームで教えていた。その後、スーパーマーケットで商品補充の仕事やハンバーガーショップで皿洗いなどをしていたが、アメリカでの職を失うと、2014年11月から香港の総合ジム「Everlast Fight & Fitness Center」でボクシングトレーナーとして働いている。カルロス・リオスと1997年12月に対戦したファイトマネー16万ドルのうち約13万ドルが未払いであったが、2020年1月に約22年間にも及んだ裁判の末に最高裁判所が当時のプロモーターの相続人に未払い分のファイトマネーと利子をエスピノサに支払うよう命じる判決を出した。